# Stazione di Cinisi-Terrasini
La stazione di Cinisi-Terrasini è una stazione ferroviaria a servizio delle località di Cinisi e di Terrasini, nella città metropolitana di Palermo. Si trova sulla ferrovia Palermo-Trapani.

## Storia
La stazione è stata realizzata nel 1880. All'inizio con solo la stazione. Poi successivamente vicino la stazione fu costruita un'officina che poi in data 2022/2023 è stata chiusa per questioni economiche e di utilizzo.  Quest'officina è servita per le riparazioni e controlli delle A l n 668.

## Strutture e impianti
La stazione è dotata di tre binari di circolazione elettrificati atti al servizio viaggiatori; inoltre vi si trova un fascio di binari secondari adoperati come rimessa e officina.
Il fabbricato viaggiatori, a due elevazioni e chiuso al pubblico, è munito di tettoia.
Vi è una biglietteria automatica self-service, una bacheca per gli orari cartacei e una macchina obliteratrice.
La stazione è gestita in telecomando dal DCO di Palermo ed è servita dai treni regionali operati da Trenitalia sulla relazione Trapani-Castelvetrano-Piraineto.

## Movimento
La stazione è servita esclusivamente da treni regionali (svolti da Minuetti Diesel) in servizio tra Piraineto e Trapani.